# Molenbuurt (Leiden)
Molenbuurt is een woonbuurt in de Nederlandse stad Leiden, die deel uitmaakt van district Binnenstad-Noord.